# Крива (Хунедоара)
Крива (рум. Criva) насеље је у Румунији у округу Хунедоара у општини Денсуш. Oпштина се налази на надморској висини од 486 m.

## Становништво
Према подацима из 2002. године у насељу је живело 38 становника, од којих су сви румунске националности.